# الصراع بين روما ومانشستر يونايتد (2007)
الصراع بين روما ومانشستر يونايتد (2007) حدث في 4 أبريل 2007 في ملعب أولمبيكو خلال مباراة ربع نهائي دوري أبطال أوروبا 2006–07 بين روما ومانشستر يونايتد. وفي الصراع ألقيت صواريخ على حاجز البرسبيكس الذي يفصل بين مجموعتي المؤيدين مما دفع شرطة مكافحة الشغب الإيطالية إلى الدخول ومحاولة إخضاع الحشد المعادي. كان الحادث مثيرا للجدل حيث تنظر الشرطة وأنصار الفريق من كلا الجانبين إلى أسباب المشاجرة وردود الفعل عليها بشكل مختلف.

## حوادث في روما
قبل بدء المباراة تمركزت شرطة مكافحة الشغب على جانب مانشستر يونايتد فقط من الحاجز البرسبيكس بين المشجعين. بعد أن سجل روما هدفهم الأول ألقى مشجعيهم صواريخ فوق الحاجز على جماهير مانشستر يونايتد. بعد ذلك تدافع قسما من مشجعي مانشستر يونايتد حول مضيفي ملعب الأولمبيكو ونتيجة لذلك تحركت شرطة مكافحة الشغب للسيطرة على حشد مانشستر يونايتد.
أدى الإجراء التالي للشرطة إلى اتهام مانشستر يونايتد للشرطة الإيطالية بـ "تسليم الضرب العشوائي لمشجعي يونايتد" وتشجيع الشهود على الاتصال بهم. ادعى العديد من أنصار مانشستر يونايتد ورابطة أنصار مانشستر يونايتد المستقلة أيضا أن رد الشرطة كان غير متناسب وعشوائي وأنهم استهدفوا جماهير مانشستر يونايتد. تم نقل أحد عشر من مشجعي مانشستر يونايتد واثنين من مشجعي روما إلى المستشفى بعد أعمال العنف. أجرى الاتحاد الأوروبي لكرة القدم تحقيقا وقال وزير الداخلية فيرنون كوكر إن هناك حاجة إلى إجابات حول ما إذا كانت الشرطة الإيطالية وحشية أم لا.
كما دعمت منظمة العفو الدولية الدعوات لإجراء تحقيق. وقال أشيل سيرا رئيس شرطة روما إن تصرف الشرطة كان "ردا مبررا" وقال إنه لن يتم إجراء تحقيق ما لم يكن هناك دليل على أي وحشية مزعومة من قبل الشرطة. كما دافع رئيس الاتحاد الإيطالي لكرة القدم جيانكارلو أبيتي عن رجال الشرطة المناوبين على الأرض. حضر عالم النفس كليفورد ستوت المباراة وانتقد الشرطة الإيطالية مضيفا: "إحدى طرق النظر إلى الأمر هي أن المشجعين الإيطاليين يستخدمون العنف ضد المشجعين الإنجليز لاستفزاز الشرطة لمهاجمتهم". تم استخدام اللقطات التي صورها مشجعو مانشستر يونايتد كدليل على المعاملة غير العادلة بما في ذلك تسجيل إحدى المشجعات التي تعرضت للهجوم دون استفزاز. أدى هذا الفيلم لاحقا إلى اعتذار للمشجع المتورط من لاعبي روما.
قبل المباراة أصدر مانشستر يونايتد تحذيرات لمشجعيه من احتمال تعرضهم للاعتداء وسلط الضوء على المناطق التي يجب تجنبها في المدينة حيث قد يتجمع مشجعو روما المتشددين المعروفون باسم الألتراس. واعتبر البعض في روما هذا التحذير انتقاصا بما في ذلك عمدة روما والتر فيلتروني الذي قال إنه "خطير لأنه يخاطر بخلق مناخ سلبي".
كما أصيب خمسة أشخاص (ثلاثة إنجليز واثنان من الإيطاليين) أثناء توجههم إلى الملعب.
قال وزير الداخلية الإيطالي جوليانو أماتو إن الشرطة داخل الأرض أفرطت في استخدام الهراوات على بعض جماهير مانشستر يونايتد لكنه دعا الناس إلى عدم الحكم على قوة الشرطة الإيطالية بأكملها من خلال تصرفات المتورطين في هذه الحادثة.
طالبت رابطة مشجعي مانشستر يونايتد المستقلة الشرطة الإيطالية باعتذار وقالت إنه يجب تعويض المشجعين المصابين وأنها مستعدة لاتخاذ إجراءات قانونية للحصول على هذا الاعتذار. بدأت الإجراءات في المحاكم الإيطالية ولكن عندما انقضت المهلة المحددة تم فتح قضية مدنية. ولا يزال هذا الإجراء قائما ولا يزال في انتظار القرار. أشادت شرطة مانشستر بمشجعي مانشستر يونايتد وميلان بعد مباراة نصف نهائي دوري أبطال أوروبا في 24 أبريل 2007.
في 25 أبريل 2007 أصدر الاتحاد الأوروبي لكرة القدم بيانا بخصوص العقوبة المفروضة على كلا الفريقين. تم تغريم روما 75000 فرنك سويسري (47700 يورو / 31100 جنيه إسترليني) بينما تم تغريم مانشستر يونايتد 35500 فرنك سويسري (21300 يورو / 14500 جنيه إسترليني). لدى كلا الفريقين ثلاثة أيام من تاريخ استلام الأسباب المكتوبة للقرار.

## حوادث في مانشستر
في مباراة الإياب التي أقيمت على ملعب أولد ترافورد الخاص بمانشستر يونايتد قامت الشرطة بضرب مشجعي روما بالهراوات وأخرجت خيول وكلاب الشرطة بعد أن قام مشجعو روما ومانشستر يونايتد بإلقاء الزجاجات على بعضهم البعض خارج الأرض قبل المباراة. تم القبض على 14 مشجعا إنجليزيا إلى جانب سبعة إيطاليين.
نقل عن وزير الرياضة البريطاني ريتشارد كابورن قوله "من المؤسف أن هناك بعض المشاجرات خارج أولد ترافورد. كانت هذه دائما مباراة مشحونة للغاية بعد الحادث الذي وقع الأسبوع الماضي. استخدمت شرطة مانشستر الكبرى القوة المتناسبة في مباراة يحتمل أن تكون صعبة الوضع وتعاملت معه بشكل جيد". وذكرت تقارير من المتحدثين باسم الشرطة أنه "يطلب منهم التعامل مع عدد من الحوادث الصغيرة والمعزولة" وأنه تم "احتواء المشكلة في غضون خمس دقائق".

## أحداث ما بعد الصراع
في الموسم التالي للصراعات كان روما مستعدا مرة أخرى للعب مع مانشستر يونايتد. سعى كابتن نادي روما فرانشيسكو توتي إلى نزع فتيل أي توترات محتملة من خلال تقديم اعتذار شخصي بالفيديو لمشجعة مانشستر يونايتد كارلي ليس التي علقت في الاشتباك بين الشرطة وجماهير مانشستر يونايتد.
وقد استقبلت لايس رسالة توتي بشكل جيد لكن المشجعة أشارت إلى أن الشرطة ومسؤولي روما والاتحاد الأوروبي لكرة القدم هم من يجب أن يعتذروا عن أحداث تلك الليلة وليس اللاعبون.

## الحوادث ذات الصلة
في الجولة السابقة من المسابقة تورط مشجعو مانشستر يونايتد في حادثة وقعت في ملعب فيليكس بوليرت في لينس في فبراير خلال مباراة دور الـ16 بين ليل ومانشستر يونايتد. عندما بدأ الملعب بالامتلاء تم توجيه عدد كبير جدا من مشجعي مانشستر يونايتد إلى المدرج الضيف الذي لم يتمكن من تسهيلهم مما تسبب في ضغط المتفرجين في مقدمة المدرج على السياج المحيط. وسط مخاوف من وقوع حادث شبيه بحادثة هيلزبورو حاول المشجعون تسلق السياج المعدني المحيط بالقسم البعيد. واعتبرت شرطة مكافحة الشغب المحاولات بمثابة اقتحام للملعب وأطلقت الغاز المسيل للدموع على الجماهير مما أثار انتقادات لتعاملها مع الموقف.
في عام 2006 تعرض ثلاثة من مشجعي ميدلسبره للطعن وأصيب 10 آخرون خلال مشاجرة مع مشجعي روما في مباراة ربع نهائي كأس الاتحاد الأوروبي.